# Gitega (Provinz)
Gitega (Alternativschreibung Kitega) ist eine Provinz Burundis, deren Hauptstadt ebenfalls Gitega heißt. Sie liegt im Zentrum des Landes.
2008 hatte Gitega eine Bevölkerung von 725.223.
Gitega ist in die elf Distrikte Bugendana, Bukirasazi, Buraza, Giheta, Gishubi, Gitega, Makebuko, Mutaho, Nyanrusange, Ryansoro und Taba eingeteilt.